# Daina Glavočić
Daina Glavočić (Rijeka, 1949.), hrvatska povjesničarka umjetnosti i prof. engleskog jezika te muzejska savjetnica.

## Životopis
Rođena je u Rijeci. U Rijeci je završila Prvu riječku gimnaziju. U Sloveniji u Ljubljani studirala je povijest umjetnosti i engleski jezik i književnost. Magistrirala je na Odsjeku za povijest umjetnosti Filozofskoga fakulteta u Zagrebu s temom O skulpturi i arhitekturi 19. i 20. st. riječkoga groblja Kozala. Radila je u predstavništvu Adria Filma Zagreb te kao nastavnica likovne kulture u srednjim školama u Rijeci. Na riječkoj Pedagoškoj akademiji bila je asistentica Radmili Matejčić na odjelima Likovne kulture i Povijest umjetnosti, i predavala je izborne kolegije s temama riječke povijesti umjetnosti s kraja 19. i početka 20. st. Od 1985. radi u Modernoj galeriji u Rijeci, gdje je Zbirku grafike, Zbirku crteža, Zbirku „Romolo Venucci“ i Zbirku „Božidar Rašica“. Područje njezina znanstvenog zanimanja bile su arhitektura i skulptura Rijeke s naročitim naglaskom na međuratnu likovnu scenu, grobnu arhitekturu, riječku arhitekturu općenito i riječku industrijsku baštinu. Autorica je brojnih izložaba, čija je tema bila djelovanje riječkih umjetnika s kraja 19. i iz prve polovice 20. stoljeća.

## Nagrade i priznanja
Važnije nagrade:
- 1994.: Nagrada Grada Rijeke za znanstveno-istraživački rad na retrospektivnoj izložbi Romola Venuccija
- 1998.: Red Danice hrvatske s likom Marka Marulića za doprinos u kulturi i promicanje muzejske djelatnosti
- 2014.: Nagrada Pavao Ritter Vitezović za životno djelo, koju joj je dodijelilo Hrvatsko muzejsko društvo